# Selskab for Medicinsk Studenterforskning
Selskab for Medicinsk Studenterforskning (også kendt som SMS) er en studenterforening på Aarhus Universitet. Foreningen arbejder for at fremme prægraduat sundhedsvidenskabelig forskning i Danmark, hvilket selskabet i 2011 modtog Det Nationale Samarbejdsforum for Sundhedsforsknings forskerpris for. Prisen blev overrakt af daværende indenrigs- og sundhedsminister Bertel Haarder. Hvert år i marts afholder Selskab for Medicinsk Studenterforening en landsdækkende kongres for sundhedsvidenskabelige forskningsaktive studerende, Kongres for Medicinsk Studenterforskning, der første gang blev afholdt i 2008.
Foreningen består af 15 bestyrelsesmedlemmer, heribland en formand, næstformand, kasserer og en sekretær samt 11 menige medlemmer af bestyrelsen. Foruden bestyrelsesmedlemmerne kan være tilknyttet en håndfuld menige medlemmer, de såkaldte hangarounds, som ikke har stemmeret i bestyrelsen.
Selskab for Medicinsk Studenterforskning har søsterforeninger på to andre danske universiteter:
- Panums UngdomsForsker Forening (PUFF) på Københavns Universitet[10][11]
- Sundhedsvidenskabelige Studenterforskere (SSF) på Syddansk Universitet[12]

StudenterForskning Aalborg (SFA) på Aalborg Universitet blev den 30. september 2020 opløst på ekstraordinær generalforsamling.

## Historie
Selskab for Medicinsk Studenterforskning (SMS) blev stiftet den 6. april 2005 af professor og læge Bo Løfgren, Ph.D. og læge Luis Sigaard Ferreira. SMS hed dengang SYngFor (Selskab for Yngste Forskere).
| År          | Formand                  |
| ----------- | ------------------------ |
| 2005        | Bo Løfgren               |
| 2005 - 2007 | Luis Sigaard Ferreira    |
| 2007 - ??   | Iben Jønsson             |
| ?? - 2010   | Anna Keller              |
| 2010 - 2011 | Morten Schmidt           |
| 2011 - 2012 | Thomas Lass              |
| 2012 - 2013 | Ronni Mikkelsen          |
| 2013 - 2015 | Sidsel Støy              |
| 2015 - 2016 | Dorthe Vittrup           |
| 2016 - 2018 | Kasper Glerup Lauridsen  |
| 2018 - 2019 | Emil Holck               |
| 2019 - 2020 | Kasper Munch Lauridsen   |
| 2020 - 2021 | Mads Andersen            |
| 2021 - 2022 | Aimi Hamilton            |
| 2022 -      | Martin Bjergskov Thomsen |

## Kongres for Medicinsk Studenterforskning
Selskab for Medicinsk Studenterforskning arrangerer årligt Kongres for Medicinsk Studenterforskning (KMS), Danmarks eneste kongres for prægraduate forskere indenfor sundhedsvidenskabelig forskning. Her deltager over 100 studenterforskere, primært medicinstuderende, medIS-studerende, folkesundhedsvidenskabstuderende og molekylærmedicinsstuderende der har lavet sundhedsvidenskabelig forskning under studiet. Den første Kongres for Medicinsk Studenterforskning var i 2008 og har siden været en årligt tilbagevendende begivenhed med undtagelse af i 2009. Kongressen afholdes på et af landets kongressteder, men har i de fleste år været afholdt på Aarhus Universitets kursusejendom Sandbjerg Gods i Sønderborg.
| Nr. | År   | Lokation                | Tema paneldebat                    |
| --- | ---- | ----------------------- | ---------------------------------- |
| 1   | 2008 | Sandbjerg Gods          | Intet tema                         |
| 2   | 2010 | Sandbjerg Gods          | Intet tema                         |
| 3   | 2011 | Sandbjerg Gods          | Intet tema                         |
| 4   | 2012 | Sandbjerg Gods          | Intet tema                         |
| 5   | 2013 | Gl. Avernæs             | Intet tema                         |
| 6   | 2014 | Sandbjerg Gods          | Intet tema                         |
| 7   | 2015 | Sinatur Hotel Storebælt | Lægelig dannelse                   |
| 8   | 2016 | Sinatur Hotel Storebælt | Talentudvikling i forskning        |
| 9   | 2017 | Sinatur Hotel Storebælt | Forskning; med eller uden industri |
| 10  | 2018 | Sandbjerg Gods          | Er den frie forskning fri?         |
| 11  | 2019 | Sandbjerg Gods          | Fake forskningsnews                |
| 12  | 2020 | Sandbjerg Gods          | Det evidensbaserede sundhedsvæsen  |
|     |      |                         |                                    |